# Fonds Marianne
Pour les articles homonymes, voir Marianne (homonymie).
 (juin 2023).
Le texte peut changer fréquemment, n’est peut-être pas à jour et peut manquer de recul. 
Le titre et la description de l'acte concerné reposent sur la qualification juridique retenue lors de la rédaction de l'article et peuvent évoluer en même temps que celle-ci.

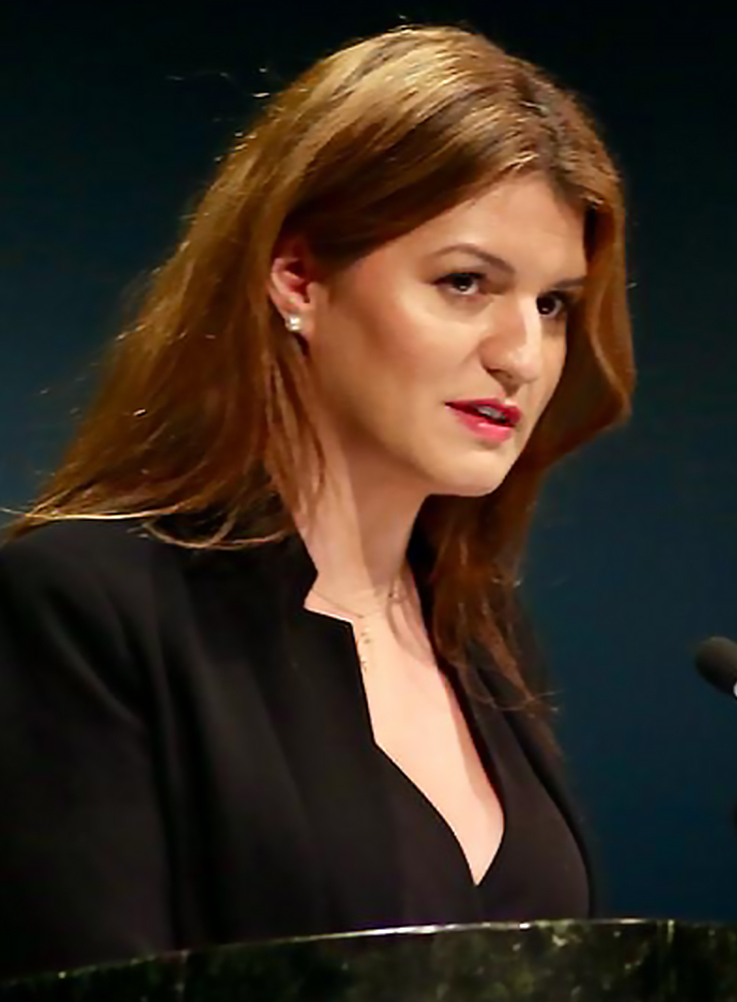
Marlène Schiappa en 2019.

Le fonds Marianne est un fonds français mis en place en 2021 par Marlène Schiappa, alors ministre déléguée chargée de la Citoyenneté dans le gouvernement Jean Castex, pour soutenir financièrement des associations qui luttent contre les discours haineux et séparatistes, notamment sur les réseaux sociaux. En 2023, ce fonds est à l'origine d'une affaire politico-financière. Il est l'objet d'une information judiciaire notamment pour « détournement de fonds » et « abus de confiance » du parquet national financier. Les conclusions d'une enquête de l'inspection générale de l'administration, et d'une enquête sénatoriale sont très sévères : elles établissent que « le manque de rigueur, l’opacité et la désinvolture ont conduit au fiasco », et insistent sur le rôle personnel joué par Marlène Schiappa dans les décisions d'attribution des subventions.

## Historique du fonds

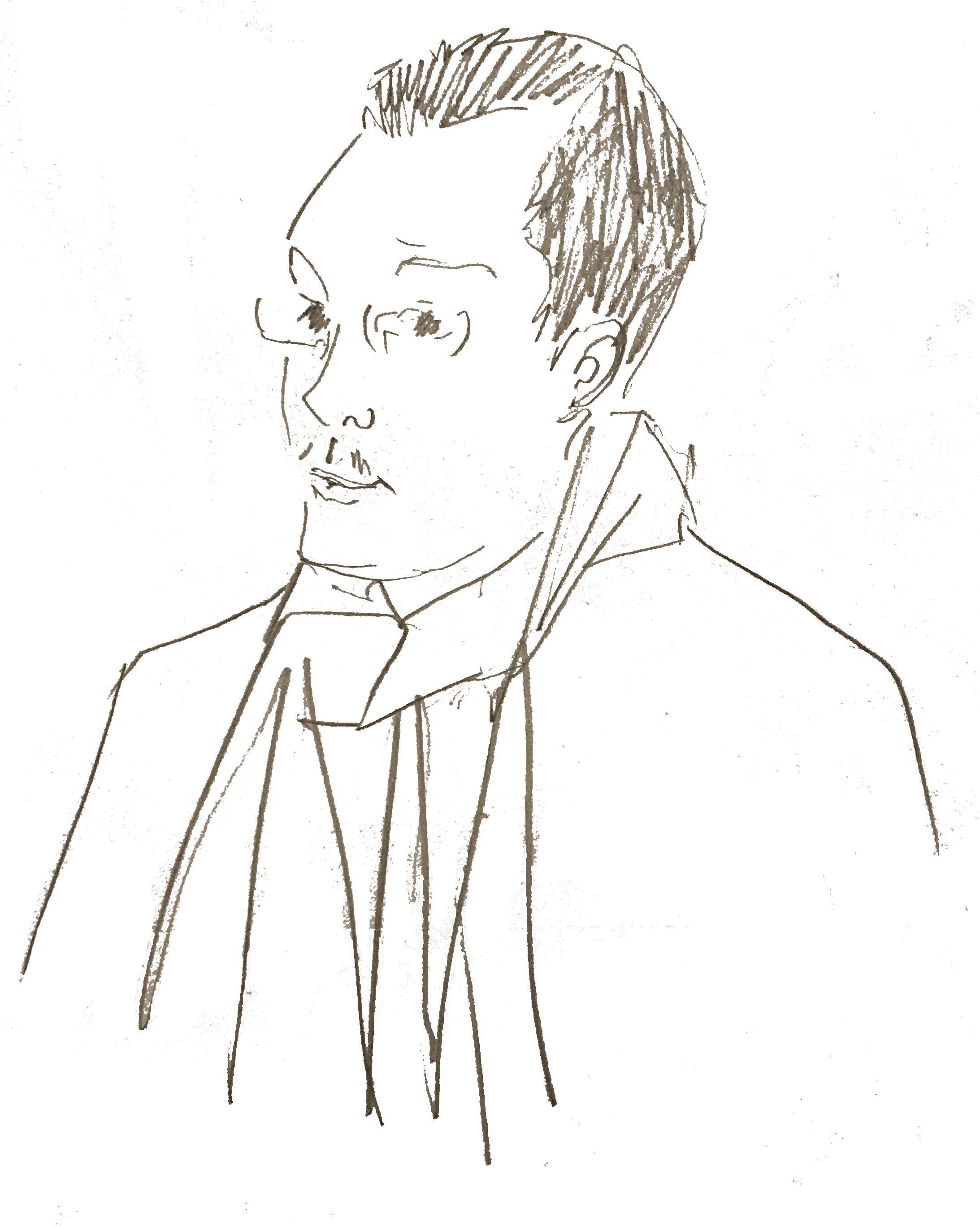
Portrait de Samuel Paty.

L'assassinat de Samuel Paty le 16 octobre 2020 pousse le gouvernement français à annoncer, notamment lors du discours des Mureaux de 2021, des nouvelles mesures pour lutter contre le terrorisme islamiste.
Six mois après le meurtre, Marlène Schiappa, alors ministre déléguée à la citoyenneté sous le ministre de l'Intérieur Gérald Darmanin, annonce la création « d’une unité de contre-discours républicain sur les réseaux sociaux », et en avril 2021, elle crée le Fonds Marianne à destination des associations promouvant les « valeurs de la République », doté de 2,5 millions d'euros pour lutter contre les « discours haineux et séparatistes » sur les réseaux sociaux.
Le fonds est piloté par le Comité interministériel de prévention de la délinquance et de la radicalisation sous l'égide de Schiappa. Il vise à financer des structures qui mettent en place des initiatives destinées aux 12-15 ans exposés aux idéologies séparatistes et aux discours complotistes en ligne. La gestion du fonds est assurée par Christian Gravel, préfet démissionnaire.

## Associations subventionnées
Les subventions sont distribuées à dix-sept structures pour un total de 2,02 millions d'euros sur les 2,5 millions prévus. Les deux associations ayant touché le plus de subventions sont Reconstruire le commun, et l'Union des sociétés d’éducation physique et de préparation au service militaire (USEPPM), association co-dirigée par l'essayiste Mohamed Sifaoui.
| Association                                                                             | Montant reçu (€) | Confirmé |
| --------------------------------------------------------------------------------------- | ---------------- | -------- |
| Union fédérative des sociétés d'éducation physique et de préparation militaire (USEPPM) | 355 000          | Oui      |
| Reconstruire le commun                                                                  | 330 000          | Oui      |
| Civic Fab                                                                               | 315 400          | Oui      |
| Fraternité générale                                                                     | 292 200          | Oui      |
| Ligue internationale contre le racisme et l'antisémitisme                               | 95 000           | Oui      |
| Mémoire et BD                                                                           | 88 960           | Oui      |
| Institute for Strategic Dialogue France                                                 | 80 000           | Oui      |
| Bibliothèques sans frontières                                                           | 70 320           | Oui      |
| Spicee                                                                                  | 70 000           | Oui      |
| Conspiracy Watch                                                                        | 60 000           | Oui      |
| France fraternité                                                                       | 60 000           | Oui      |
| Yahad-in Unum                                                                           | 55 000           | Non      |
| Lumières sur l'info                                                                     | 50 000           | Oui      |
| Ligue de l'enseignement                                                                 | 40 000           | Non      |
| Génération numérique                                                                    | 25 000           | Oui      |
| 2P2L                                                                                    | 20 000           | Oui      |
| La Chance, pour la diversité dans les médias                                            | 20 000           | Oui      |

## Enquêtes journalistiques

### Marianneet France Télévisions sur l'USEPPM
Le 29 mars 2023, le journal Marianne et L’Œil du 20 heures de France 2 rendent publique une enquête menée en 2022 qui remet en cause la bonne gestion et l'utilisation de l'argent du « fonds Marianne »,,. L'enquête relève une procédure très rapide, un manque de transparence sur les structures choisies et les montants alloués, montre un usage des fonds discutable par les associations et soupçonne un favoritisme de la part du ministère.
Elle se penche notamment sur le programme iLaïc de l'USEPPM, qui a obtenu la subvention la plus élevée à 355 000 euros. La subvention a essentiellement servi à financer la location d'un bureau avenue Montaigne et une rémunération de 120 000 euros pour les deux dirigeants de l'association, Mohamed Sifaoui et Cyril Karunagaran, ; la production finale est de treize vidéos Youtube ne dépassant pas les 200 vues, un compte Instagram suivi par 155 personnes et un compte Facebook suivi par 5 personnes. Les statuts de l'association, qui n'est pas spécialisée en laïcité, interdisent le paiement de salaires. L'enquête montre enfin que l'association est proche du gestionnaire du budget, Christian Gravel.
Le 7 avril 2023, le cabinet de Marlène Schiappa publie un communiqué où elle rejette toute accusation de favoritisme et dément son implication dans le choix des bénéficiaires, ce qui contredit directement une interview de juin 2022 où elle affirmait que « c’est l’administration qui a épluché les dossiers et proposé des ventilations que mon cabinet et moi avons évidemment validées ». Le 12 avril, Mohamed Sifaoui affirme avoir touché un salaire en contrepartie d'un travail de façon parfaitement régulière ; il ajoute avoir porté plainte pour dénonciation calomnieuse. La famille de Samuel Paty se dit particulièrement heurtée, estimant que son assassinat a été instrumentalisé.

### Mediapartsur Reconstruire le commun
En parallèle, Mediapart enquête sur la deuxième structure la plus financée, Reconstruire le commun, qui a reçu 300 000 euros. L'association créée en 2020 semble avoir utilisé les fonds pour produire des contenus politiques critiquant les opposants à Emmanuel Macron pendant la campagne présidentielle française de 2022. Anne Hidalgo, visée par les vidéos, dépose plainte contre X pour détournement de fonds publics, abus de confiance et infraction à la législation du Code électoral sur les modalités de financement des campagnes électorales et les socialistes déposent une proposition de commission d’« enquête flash » au Sénat. Ni l’Élysée ni Matignon ne réagissent, la secrétaire d'État réfute les accusations.

### Mediapartsur l'exclusion de SOS Racisme
Une deuxième enquête de Mediapart en juin 2023 montre que trois collaborateurs de Marlène Schiappa ayant participé à la sélection des bénéficiaires du fonds Marianne ont encouragé Mohamed Sifaoui à candidater avant même l'annonce officielle du projet : Sifaoui affirme qu'ils ont « insisté » pour qu'il participe au programme. L'enquête révèle également que Schiappa a personnellement exclu SOS Racisme du dispositif pour des raisons de « contentieux personnel », alors que l'administration avait validé une subvention de 100 000 €. Cette information, ainsi que les récits faits devant la commission d’enquête sénatoriale, contredisent les conclusions de la mission d’inspection et les affirmations de l'entourage de la ministre, selon lesquelles elle « n’a pas pris part aux sélections »,,, ainsi que son communiqué du 7 avril.

## Affaire judiciaire et politique

### Inspection générale de l'administration
À la suite des révélations de Marianne et de France 2, l'inspection générale de l'administration est saisie pour établir un audit sur l'utilisation des fonds. Cette saisie est faite par Sonia Backès, qui a succédé à Schiappa dans son rôle.
Début juin 2023, l'inspection générale de l'administration publie un rapport sur l'USEPPM, critiquant le choix de l'association, le suivi du dossier et l'utilisation faite de la subvention. L'IGA conclut que l'appel à projet n'a été ni transparent ni équitable et que les résultats ne sont pas conformes aux objectifs fixés. Elle place la faute sur Christian Gravel qui n'a pas assuré un bon suivi, l'accusant de défaut de vigilance et d'un traitement privilégié. Gravel démissionne le 7 juin.
Un second rapport de la même inspection est commandé pour fin juin 2023 et doit couvrir l'ensemble des associations bénéficiaires du fonds. Il est rendu le 6 juillet et étrille lui aussi le fonds. Il confirme la conclusion de la commission d’enquête sénatoriale selon laquelle les plus grands bénéficiaires du fonds, l’USEPPM et Reconstruire le commun, avaient profité d’un « fléchage (…) en amont du processus », qui faussait l’appel à candidatures, et que SOS Racisme a été écartée au dernier moment sur demande de Mme Schiappa, « à la suite d’une polémique, par voie de presse, entre la ministre déléguée et le président de l’association » et conclut que « l’objectif premier du fonds Marianne, à savoir l’émergence de nouveaux acteurs dans le champ du contre-discours républicain, n’a à l’évidence pas été atteint ».

### Commission d'enquête sénatoriale
Le 3 mai 2023, la Commission des Finances du Sénat français adopte à l'unanimité la création d'une mission d'information sur le fonds, entérinée le 10 mai. La commission d'enquête est menée par Claude Raynal. Le Sénat explique que les documents demandés n'ont ni grilles de notation, ni motivation écrite pour le choix des subventions attribuées.
La première étape est une audition publique du préfet Christian Gravel le 16 mai. Selon le seul compte rendu de sélection communiqué à la commission, l'association Coexister a été écartée du processus de sélection en raison de son « positionnement […] explicitement en opposition avec la ligne gouvernementale ». Selon les déclarations du préfet, « son approche est en lien avec des acteurs que nous ne considérons pas comme des défenseurs de la République et qui cherchent même, parfois, à l'affaiblir »,,,.
Les 30 et 31 mai, plusieurs associations bénéficiaires du fonds sont entendues : Civic Fab, Fraternité Générale, Conspiracy Watch, Cyril Karunagaran pour l'USEPPM et Ahlam Menouni pour Reconstruire le commun. Karunagaran confirme avoir reçu la garantie que la subvention serait accordée dès le début du processus de candidature.
Le 7 juin, la commission entend Julien Marion, directeur de cabinet de Sonia Backès, et Sébastien Jallet, préfet et ancien directeur de cabinet de Marlène Schiappa. Backès et Schiappa sont auditionnées le 14 juin. Schiappa dit assumer toute responsabilité quant aux dysfonctionnements, mais rejette la faute sur son cabinet et son administration dans sa défense. Les auditions des principales personnes impliquées se terminent le 15 juin avec l'audition de Mohamed Sifaoui, qui se dit manipulé par le pouvoir politique et accuse personnellement Marlène Schiappa.
Le rapport est finalisé le 6 juillet et rend des conclusions sévères sur les nombreuses irrégularités, en particulier l'attribution de la subvention de 355 000 € à l'USEPPM de Mohamed Sifaoui. Il relève « de graves dysfonctionnements dans la mise en œuvre et le suivi » du fonds Marianne. Il dénonce « une procédure de sélection opaque (des associations ayant bénéficié du fonds Marianne), dans laquelle le politique a outrepassé son rôle » et « un contrôle défaillant et des résultats qui ne sont pas à la hauteur des ambitions ». Il conclut que « ce fiasco (…) relève pleinement de la responsabilité politique de la ministre »,.

### Information judiciaire
À la suite des deux premières enquêtes journalistiques, des procédures de fonctionnement du Fonds Marianne font l'objet d'une information judiciaire notamment pour « détournement de fonds », « abus de confiance », et prise illégale d'intérêts, menée par le parquet national financier en 2023. Cette information judiciaire ouvre le 4 mai. Elle fait suite à trois signalements distincts : Mathilde Panot écrit à la procureure de la République de Paris le 14 avril, Anne Hidalgo porte plainte pour diffamation contre Reconstruire le commun le même jour, et Christian Gravel signale au parquet la connaissance d'un crime ou d'un délit dans l'exercice de ses fonctions, comme l'exige la loi aux agents publics.
L'enquête est menée par l'Office central de lutte contre la corruption et les infractions financières et fiscales sous la supervision du juge d'instruction Serge Tournaire.
La justice mène plusieurs perquisitions le 13 juin, notamment chez Christian Gravel et Mohamed Sifaoui.

## Conséquences
À cause de sa gestion de l'affaire, Marlène Schiappa, malgré un ou plusieurs entretiens avec le Président de la République, n'est pas parvenue à sauver sa place au Gouvernement dont elle est écartée à la suite du remaniement ministériel en date du 20 juillet 2023. Son poste de Secrétaire d'État est par ailleurs supprimé lors de ce même remaniement.
Pour autant, le lundi 23 juin 2025, Marlène Schiappa a été nommée Chevalier de la Légion d'honneur aux côtés d'autres anciens ministres (Rima Abdul Malak, Clément Beaune, Olivier Dussopt et Amélie Oudéa-Castéra).